# Вучко (маскота)
Вучко је био званична маскота XIV зимских олимпијских игара, одржаних у Сарајеву.
Читаоци југословенских новина су замољени да одаберу маскоту Зимских олимпијских игара 1984. године, међу 6 финалиста (од свих 1240 цртежа). Победник је био Вучко, мали вук, којег је дизајнирао словеначки дизајнер и цртач Јоже Тробец. Вучко је симболизовао жељу људи да се спријатеље са животињама. Према МОК-у, Вучко је помогао да се промене предрасуде о вуку као застрашујућој и крвожедној животињи.
Остали финалисти су били веверица, јагње, дивокоза, бодљикаво прасе и грудва снега.